# Johannes Scotus

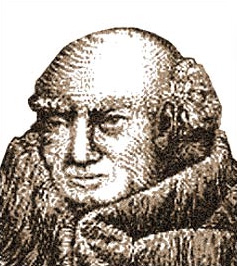
De afbeelding van Johannes Scotus zoals hij tot 1993 op Ierse bankbiljetten stond

Johannes Scotus (ca. 800-877), bijgenaamd Eriugena (dit komt van Eriu, de Keltische benaming voor zijn geboorteland Ierland), wordt de 'eerste vader van de scholastiek' of de 'Karel de Grote van de scholastieke filosofie' genoemd, omdat hij - zoals Karel de Grote aan het begin van de Middeleeuwen monarchie en hiërarchie wist te verenigen - aan het begin van de scholastiek reeds een totaalbeeld had van wat pas later geleidelijk aan uitgewerkt zou worden.

## Korte biografie
Johannes Scotus werd in de vroege 9e eeuw in Ierland geboren. In 845 verhuisde hij naar Frankrijk waar hij de leiding kreeg van de Paleisschool van Karel de Kale in Parijs, opgericht door Karel de Grote. Hij schreef het vijfdelige Over de indeling van de natuur en vertaalde, zonder pauselijke goedkeuring, het werk van de neoplatonische filosoof Dionysios Areopagita. Rond 855 werd hij door de Kerk als ketter in de ban gedaan. Hij stierf in 877. Volgens de legende reisde hij op het eind van zijn leven naar Engeland waar hij abt werd in de abdij van Malmesbury. Daar zou hij zijn doodgestoken door zijn broeders met een pen. 
Zie ook: Oosterse filosofie · Antieke filosofie · Moderne filosofie · Postmoderne filosofie · Portaal filosofie
- Bibsys: 90657775
- Biblioteca Nacional de España: XX848942
- Bibliothèque nationale de France: cb11886636f (data)
- Catàleg d'autoritats de noms i títols de Catalunya: 981058519802306706
- CiNii: DA01004095
- Gemeinsame Normdatei: 118557955
- International Standard Name Identifier: 0000 0001 2030 435X
- Library of Congress Control Number: n50038594
- Nationale Bibliotheek van Tsjechië: ola2002159491
- Nationale bibliotheek van Australië: 35247177
- Nationale Bibliotheek van Israël: 987007260976605171
- Nationale Bibliotheek van Polen: a0000001182083
- Nederlandse Thesaurus van Auteursnamen: 069010013
- Istituto Centrale per il Catalogo Unico: CFIV047901
- LIBRIS: 191318
- SNAC: w6t16c64
- Système universitaire de documentation: 026659883
- Trove: 880941
- Virtual International Authority File: 90633393
- WorldCat: E39PBJw8YYTk98MBt84rK6Kjmd